# Gabriel Güntner

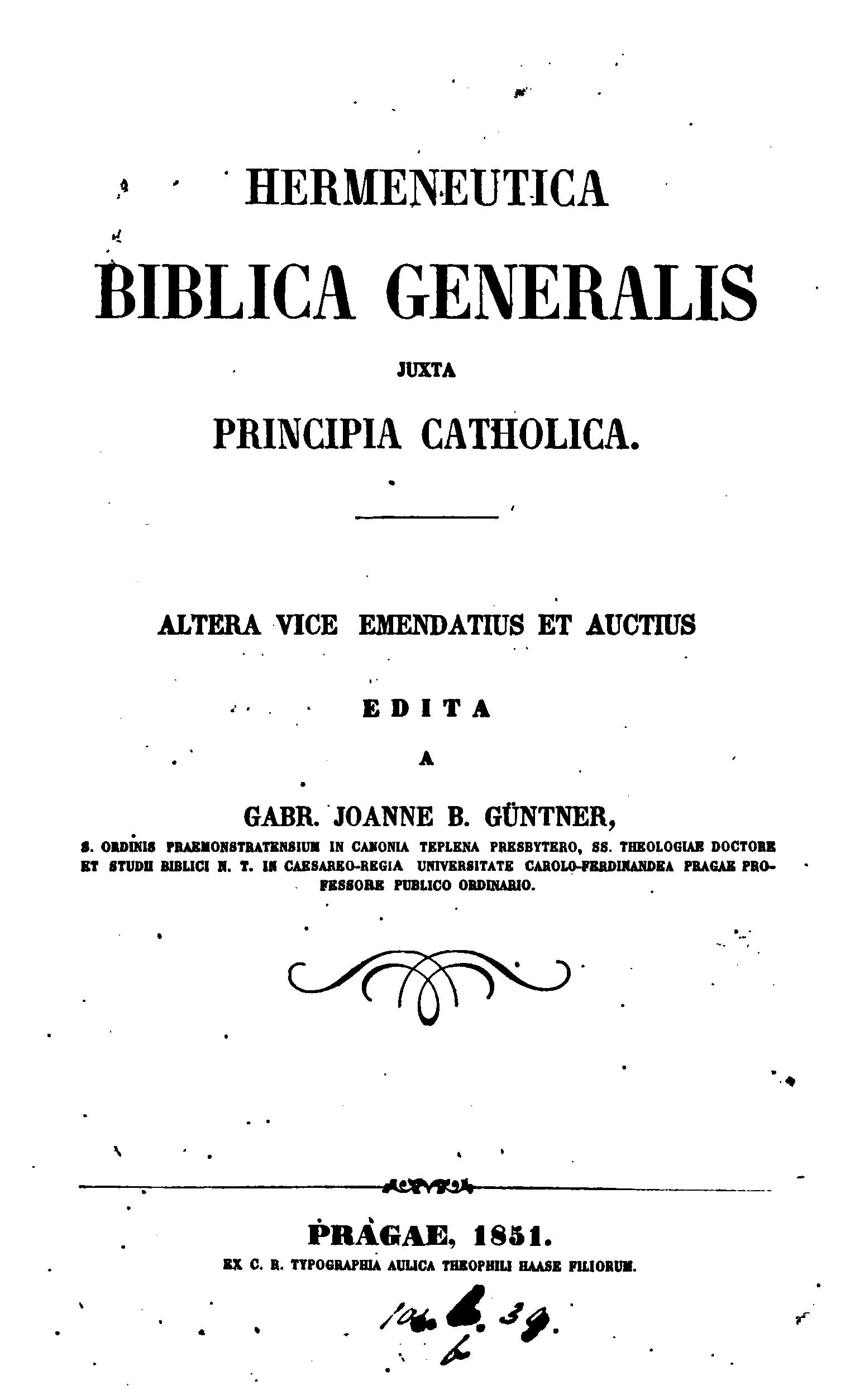
Titelseite der Hermeneutica biblica, 1851

Gabriel Güntner O.Praem., Geburtsname Johann Baptist Güntner, (* 8. März 1804 in Neulosimthal; † 17. März 1867 in Prag) war ein deutschböhmischer Prämonstratenser-Chorherr und katholischer Theologe.

## Leben
Güntner trat 1825 in das Prämonstratenserstift Tepl ein und nahm den Ordensnamen Gabriel an. Nach dem Theologiestudium empfing er 1830 die Priesterweihe. Anschließend war er Kaplan in Neumark und promovierte zum Dr. theol. 1832 wurde er Professor für Neues Testament am Stift Tepl. Von 1838 bis zu seinem Tod 1867 war er Professor für Theologie an der Deutschen Karls-Universität Prag, 1862/63 auch Dekan der Theologischen Fakultät.

## Werke
- Hermeneutica biblica generalis juxta principia catholica. Prag 1851 (Digitalisat)
- Introductio in sacros Novi Testamenti libros historico-critica et apologetica. Prag 1863, gewidmet seinen Brüdern, den Medizinprofessoren Franz und Wenzel Güntner[1] (Digitalisat)